# Gréez-sur-Roc
Gréez-sur-Roc – miejscowość i gmina we Francji, w regionie Kraj Loary, w departamencie Sarthe.
Według danych na rok 1990 gminę zamieszkiwało 410 osób, a gęstość zaludnienia wynosiła 16 osób/km² (wśród 1504 gmin Kraju Loary Gréez-sur-Roc plasuje się na 900. miejscu pod względem liczby ludności, natomiast pod względem powierzchni na miejscu 386).